# Northrop Grumman RQ-4 Global Hawk
Pour les articles homonymes, voir Global et Hawk.
Le RQ-4 Global Hawk (aussi nommé « Tier II+ » pendant son développement) est un drone de surveillance construit par Northrop Grumman (anciennement Ryan Aeronautical Company) pour l'US Air Force. Il effectue son premier vol expérimental le 28 février 1998 et l'accréditation de la FAA en août 2003 l'autorise à survoler l'espace aérien américain.
Il est un des rares représentants de la classe de drones dite des « HALE » (High Altitude Long Endurance).

## Conception
Le RQ-4 Global Hawk a une masse brute au décollage de 14,6 tonnes, soit celle d'un petit chasseur, malgré ses dimensions, notamment son envergure de près de 40 mètres comparable à celle d'un avion de ligne, grâce à l’utilisation de matériaux composites (les ailes sont en graphite et 50 % du volume de l’avion utilise des matériaux composites).
Il met quatre heures pour atteindre son altitude maximale de 60 000 pieds. La version Block 30 a une endurance de 32 heures et emporte trois capteurs électro-optiques.

## Engagements

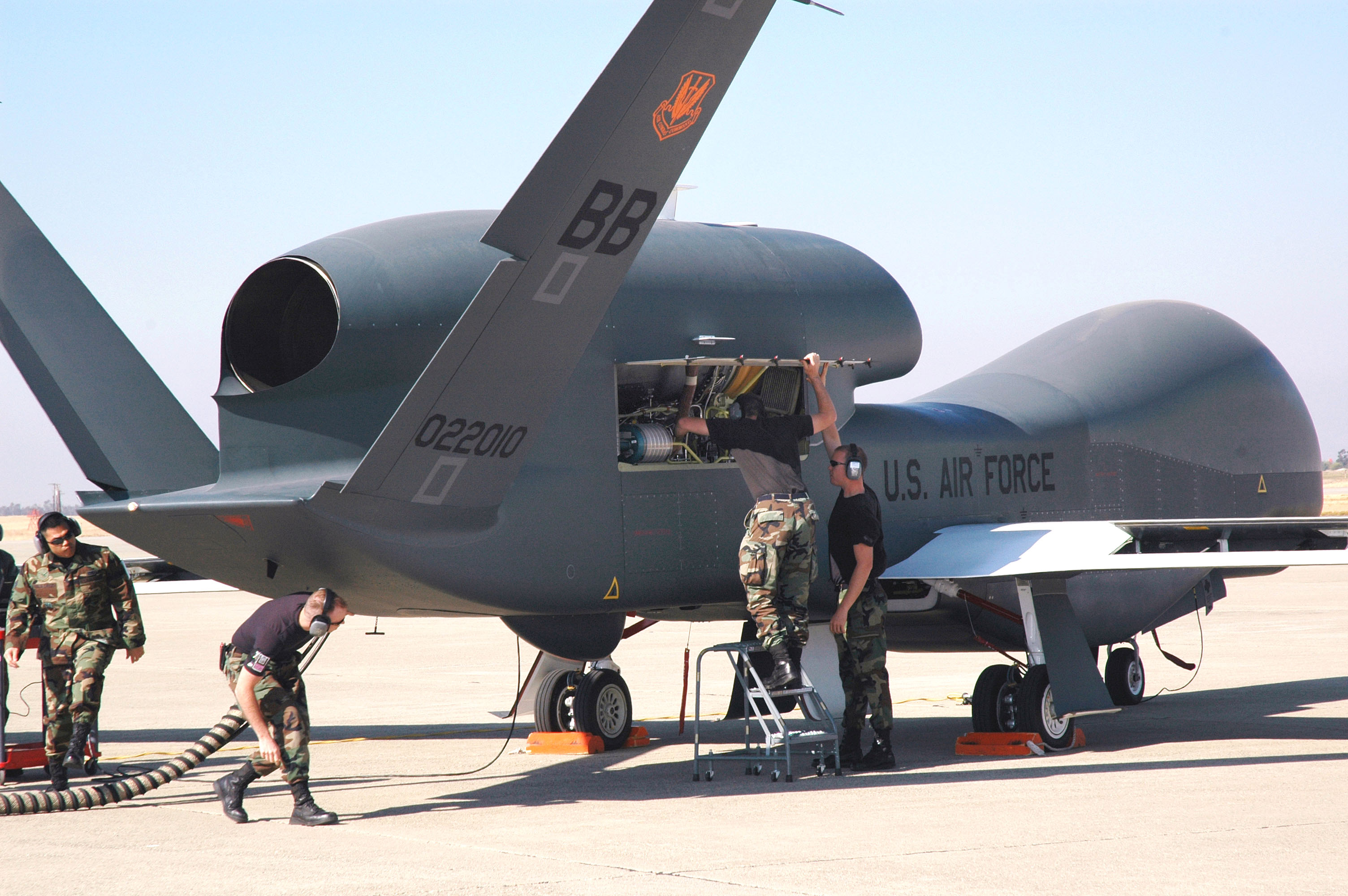
Préparation d'un RQ-4 Global Hawk au décollage sur la Beale Air Force Base en Californie en 2006.

Un prototype du RQ-4 Global Hawk a été employé en conditions réelles lors de la guerre du Kosovo en 1999, dans des missions de reconnaissance. Lors de l’une de ces missions (sur 16 au total), un RQ-4 Global Hawk resta près de 32 heures en vol. Pour son second engagement, il a été largement utilisé lors de la guerre en Afghanistan.
Après la campagne du Kosovo, le RQ-4 Global Hawk s’est vu affecter à de nouvelles missions, dont celle de la désignation de cibles stratégiques pour l'avion multirôle F/A-18 et le bombardier stratégique F-117, utilisés en Afghanistan par l’OTAN.
Le 22 mars 2008, un Global Hawk a établi un nouveau record d'endurance pour un drone opérationnel en restant en vol pendant 33,1 heures à 18 000 mètres au-dessus de la base d'Edwards (Californie). Après avoir atterri, il lui restait dans les réservoirs une quantité de carburant correspondant à près de deux heures de vol.
Le 14 janvier 2010, un Global Hawk a opéré un survol et pris des photographies durant 30 heures des principales infrastructures d'Haïti et notamment de sa capitale, Port-au-Prince, afin de rendre compte de l'étendue des dégâts occasionnés par le séisme du 12 janvier 2010.
Fin 2011, vingt-cinq Global Hawk sont en service, neuf Block 10 avec trois stations de contrôle au sol, quinze Block 20/30 avec trois stations de contrôle au sol et un Block 40 avec une station de contrôle au sol. En novembre 2013, 18 Block 30 sont en service et 3 autres doivent être construits.
Vu ses coûts d'achat et d'exploitation qui dépassent les estimations d'origine et surpassent ceux de l'avion U-2, le budget américain de la défense 2012 ne prévoyait plus que l'achat de onze Block 40 au lieu des vingt-deux initialement prévus et l'arrêt des Block 30. Le Congrès américain imposa le maintien du Block 30 et imposa l’acquisition en septembre 2014 de trois appareils supplémentaires pour renforcer les 18 RQ-4 Block 30 déjà en service. Les coûts d’exploitation de celui-ci seraient en amélioration constante en 2014, à tel point que l’USAF envisage dorénavant de garder les drones et de retirer l’U-2.
Lors de l'opération Serval, en janvier 2013, le Global Hawk est utilisé pour patrouiller au-dessus du Mali.
Le 20 juin 2019, un RQ-4N BAMS-D de l’US Navy, utilisé pour le développement de sa version MQ-4C Triton, est abattu par, selon l'Iran, un missile Sayyad SD2C tiré d'une batterie 3-Khordad (Raad (air defense system) (en)) du Corps des gardiens de la révolution islamique en mer d'Oman.
Pendant la crise russo-ukrainienne, deux Global Hawk de l'US Air Force, dont les transpondeurs sont laissés allumés, sont suivis par le site Flightradar24 et sont régulièrement vus survolant la zone aérienne en longeant les frontières de l'Ukraine avec la Russie et la Biélorussie,. À la suite de l'entrée des troupes russes sur le territoire, les drones surveillent la situation depuis la Roumanie et la mer Noire.

## Coût opérationnel
Le coût par heure de vol du Global Hawk est estimé à 24 000 dollars,.

## Variantes

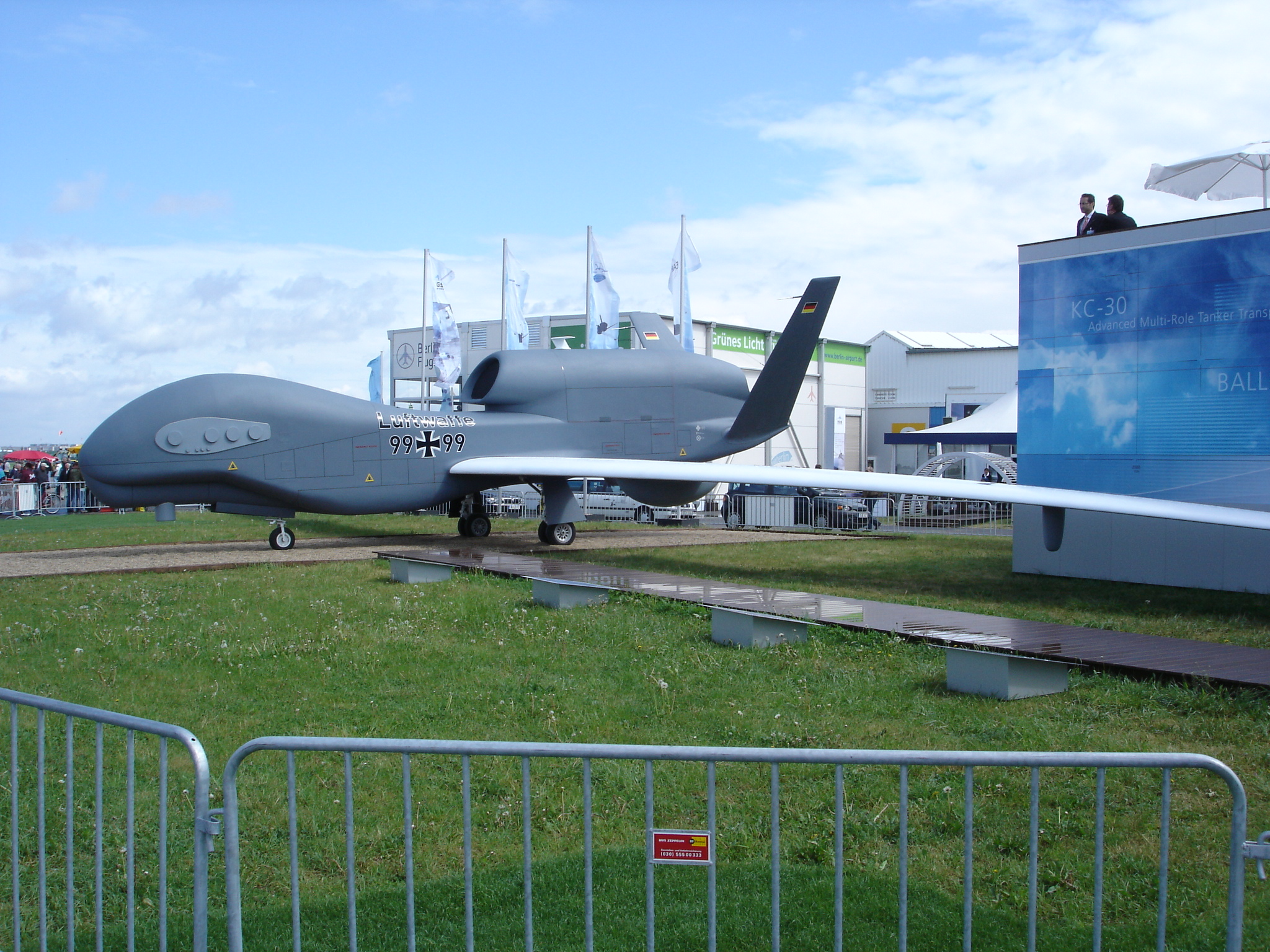
Euro Hawk

RQ-4A Block 10Version de base pour l'USAF. Envergure limitée à 35,4 mètres.
RQ-4B Block 20/30Version améliorée (premier exemplaire désigné AF-8, 17e exemplaire construit) avec une envergure de 39,8 m et une longueur augmentée à 14,5 m. Masse  brute au décollage: 14 628 kg. La nouvelle charge utile est de 1 360 kg. Le rayon d'action a été porté à 22 780 km, pour une endurance maximale de 36 heures et une altitude de 18,3 km.
Euro HawkVariante dérivée du Block 20 et équipée avec un nouveau système de mission SIGINT développé par EADS à la demande du ministère allemand de la Défense, pour un prix total de près de 700 millions d'euros. Cependant, ces drones ne voleront jamais du fait de défaillances structurelles ; les essais et la validation du processus faisant l'objet d'un scandale.
MQ-4C Triton, anciennement RQ-4NLe Global Hawk Maritime Demonstration (GHMD) a remporté en 2008 l'appel d'offres pour le programme Broad Area Maritime Surveillance (BAMS) destiné à fournir un drone pour la surveillance maritime et côtière à l'US Navy. Il était en compétition face au Boeing Gulfstream G550 en version drone et au MQ-9 Reaper Mariner de General Atomics. Il fut nommé MQ-4C en septembre 2010. Sa présentation officielle a lieu le 14 juin 2012 à Palmdale en Californie où le surnom Triton lui fut attribué. Cinq exemplaires de RQ-4A Block 10 ont été convertis dans le cadre du programme mais l'un d'eux s'est écrasé en juin 2012. Le premier vol du MQ-4C d'une durée d'environ 1 h 30 s'est déroulé le 22 mai 2013 depuis l’usine Northrop Grumman à Palmdale. Il emporte des capteurs ISR pour des images de haute résolution, un radar et des outils de communication aérienne et de partage des informations sur de longue distance. L'US Navy prévoit d'acquérir 68 exemplaires qui seront exploités depuis la base aéronavale de Patuxent River (Maryland). Ils seront utilisés conjointement avec les Boeing P-8 Poseidon et les Boeing 737 AEW&C.
RQ-4 Block 40Version dévoilée le 25 juin 2009 à Palmdale, Californie. Il se distingue par l'intégration d'un radar à antenne active AESA (active electronic scanned array) : le MP-Rtip (multi-platform radar technology insertion program). Ce radar modulaire à architecture ouverte permet de couvrir en continu le terrain dans les deux modes d'imagerie SAR et de détection de cibles mobiles MTI. Le premier Block 40, désigné AF-18 a commencé ses essais en juillet 2009 pour être livré à l'USAF fin 2010. Il s'agit du 27e Global Hawk construit et premier d'une série de 15 pour l'Air National Guard américaine. Le programme devrait survivre à la décision de l'USAF d'annuler la commande de trente-et-un RQ-4 Block 30, prise en janvier 2012. Cinq sont commandés par l'OTAN pour 1,2 milliard d'euros dans le cadre de son programme Alliance Ground Surveillance le 20 mai 2012, ils seront équipés d’un radar de surveillance terrestre « Multi-Platform Radar Technology Insertion Program » (MP-RTIP).

## Utilisateurs
- États-Unis : le Global Hawk est actuellement utilisé par l’USAF et depuis la fin des années 2010 par l'US Navy puis pour des missions de reconnaissance et de désignation d’objectifs. La NASA en utilise deux depuis 2007.
- OTAN : le programme OTAN AGS prévoit à l'origine l'acquisition de huit Global Hawk Block 40 équipés du radar MP-Rtip basés sur ceux mis en service en Allemagne. Finalement, le premier des cinq drones effectivement commandés a effectué sa première sortie le 4 juin 2015[22] . Ils sont censés être opérationnels à partir de 2019 depuis la base aérienne de Sigonella en Sicile[23].
- Corée du Sud : la Corée du Sud a passé commande de quatre appareils RQ-4B Block 30 en décembre 2014 pour 657,4 millions de dollars[24],[25],[26],[27]. Le premier arrive en Corée du Sud le 23 novembre 2019, les deux autres durant la première moitié de 2020[28] et le dernier le 15 octobre 2020[29].
- Japon : commande de 3 appareils en novembre 2018 pour une première livraison à la Force aérienne d'autodéfense japonaise en septembre 2022 [30],[31].

### Échecs commerciaux
- Allemagne : l'armée de l'air allemande devait à partir de fin 2011 recevoir cinq appareils mais, à la suite de coupes budgétaires, l'objectif avait été baissé à deux[32]. Finalement, le département de la Défense américain refusant que les acheteurs aient accès aux codes de l'appareil pour leur permettre de les certifier à voler dans l'espace européen, l'Allemagne renonça à l’acquisition[33].